# Sebastian Kaniuk
Sebastian Kaniuk (ur. 23 sierpnia 1976 w Warszawie) – polski śpiewak operowy, kontratenor.
Studiował śpiew solowy we wrocławskiej Akademii Muzycznej u Dariusza Paradowskiego, a także u prof. Urszuli Trawińskiej-Moroz i jej syna Mikołaja Moroza, oraz wykonawstwo muzyki dawnej u Jana Tomasza Adamusa.

## Działalność artystyczna
Występuje z repertuarem od baroku do muzyki współczesnej (Juliusz Cezar – G.F.Händla, Apollo et Hyacyntus – W.A. Mozarta, Borys Godunow – M. Musorgskiego, Raj Utracony – K. Pendereckiego, Ester – T. Prasquala), ale wykonuje także mniejsze formy wokalne z zespołami kameralnymi, czy lirykę wokalną Dowlanda, Purcella, Brittena, Szymanowskiego. W kręgu jego pasji znajdują się muzyka wokalno-instrumentalna Johanna Sebastiana Bacha oraz wielkie formy muzyczne Mahlera i Straussa.
Śpiewał w Théâtre Montansier w Paryżu, Victoria’s Hall w Genewie, Bonlieu Scene Nationale w Annecy i in. Występował na festiwalach: w Ambronay, Festiwalu Muzyki Kameralnej w Helu, Maju z Muzyką Dawną, Euromusicantica, Festiwalu Goldbergowskim, Musica Polonica Nova, Festiwalu Opery Współczesnej i Festiwalu Muzyki Polskiej w Krakowie.
Współpracował z Sinfonia Baltica, Capella Cracoviensis, Orkiestrą Liryczną, Harmonologią, Goldberg Ensemble, Concerto Palatino, Orchestra Barocca della Mitteleuropa oraz dyrygentami – Ewą Michnik, Rubenem Silvą, Janem Tomaszem Adamusem, Andrzejem Straszyńskim, Tomaszem Szrederem, Romano Vettorim, Gabrielem Garrido, Andrzejem Szadejko, Wojciechem Rodkiem.

## Nagrania
- 2005 – Muzyka w dawnym Wrocławiu. Concerto Palatino, Harmonologia, Jan Tomasz Adamus (DUX)
- 2008 – Muzyczne Dziedzictwo Miasta Gdańska w zbiorach Biblioteki Gdańskiej PAN Vol. 1. Gdańskie Królestwo Kantat – Kantaty Adwentowe. Goldberg Ensemble (DUX)[1]